# Cotoneaster flinekii
Cotoneaster flinekii är en rosväxtart som beskrevs av Jeanette Fryer, B. Hylmö. Cotoneaster flinekii ingår i släktet oxbär, och familjen rosväxter. Inga underarter finns listade i Catalogue of Life.